# Доброцеш
Доброцеш (пол. Dobrociesz, Доброцєш) — село в Польщі, у гміні Івкова Бжеського повіту Малопольського воєводства.
Населення — 608 осіб (2011).
У 1975-1998 роках село належало до Тарнівського воєводства.

## Демографія
Демографічна структура станом на 31 березня 2011 року:
|          | Загалом | Допрацездатний вік | Працездатний вік | Постпрацездатний вік |
| -------- | ------- | ------------------ | ---------------- | -------------------- |
| Чоловіки | 289     | 81                 | 177              | 31                   |
| Жінки    | 319     | 96                 | 161              | 62                   |
| Разом    | 608     | 177                | 338              | 93                   |